# Пьяный Силен (картина Ван Лоо)
«Пьяный Силен» (фр. L’ivresse de Silène) — картина французского придворного живописца Шарля Андре Ван Лоо, написанная в 1747 году. Изображает героя древнегреческой мифологии Силена, учителя бога Диониса. Находится в коллекции Музея изобразительного искусства в Нанси (Франция).

## История
Ван Лоо написал «Пьяного Силена» в 1747 году для конкурса, объявленного Французской академией и предназначенного для возрождения исторического жанра, достигшего вершины в XVII веке. В том же году полотно было приобретено короной. Картина была размещена во 2-й комнате апартаментов Абель-Франсуа Пуассона де Вандьера, маркиза де Мариньи, в усадьбе суперинтендантства в Версале, а затем в комнатах Суперинтендантства.
В октябре 1800 года «Пьяный Силен» был одной из тридцати работ, выбранных для украшения Люневильского дворца при подписании Люневильского договора между Францией и Австрией 8 февраля 1801 года. По просьбе департамента Мёрт картина, вместе с двенадцатью другими, в апреле 1801 года была передана в музей в Нанси ещё до принятия декрета Шапталя от 14 фрюктидора IX года (1 сентября 1801 года), что считается датой основания региональных музеев Франции.

## Сюжет и описание

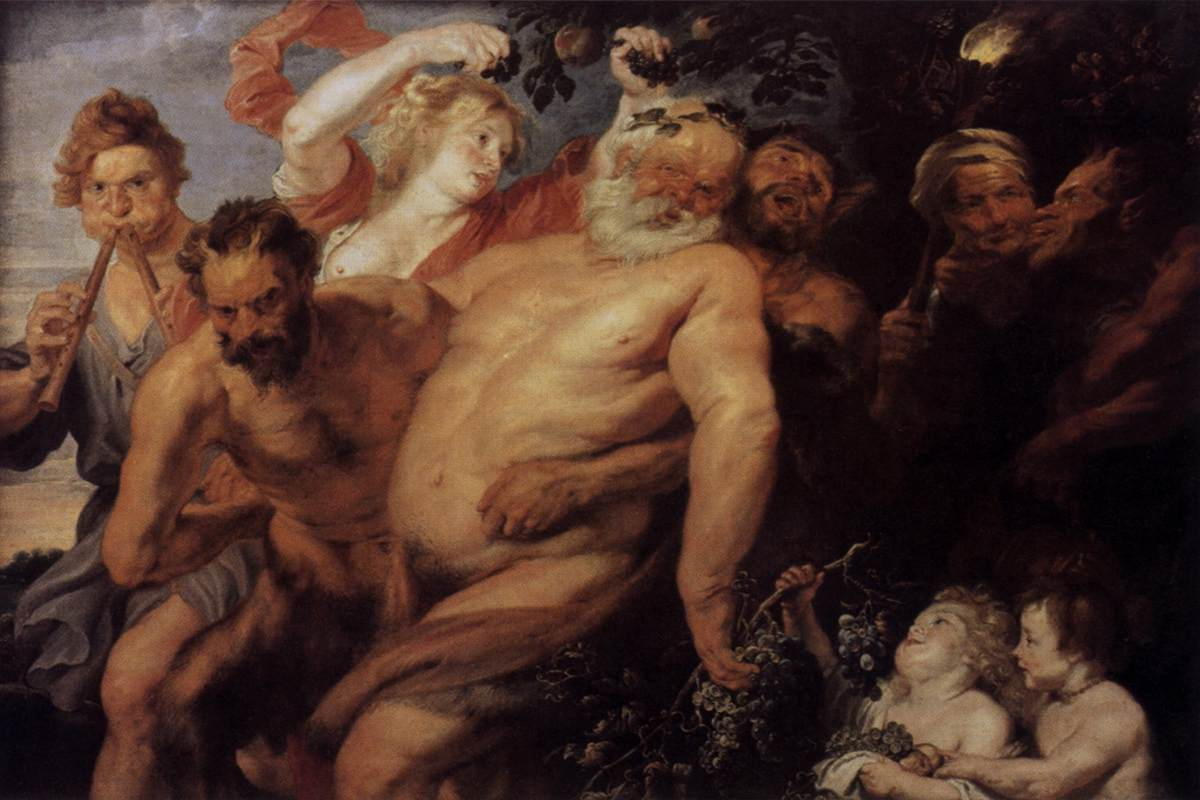
Рубенс. Пьяный Силен. Ок. 1620

Силен, который воспитал Диониса, умел находить в вине утешение рождению и старению. Ван Лоо, изображая полубога, следовал, видимо, примеру Рубенса («Пьяный Силен», ок. 1620) с бархатистой текстурой цвета и смягчёнными контурными линиями. Силен занимает центральное место картины. Его окружают его товарищи по гулянкам. Изобилие, окружающее празднующих, вместе с венками из плюща, накидками из шкуры пантеры и традиционным тирсом соответствуют традиционной вакхической иконографии, и безошибочно указывают на Силена. Тёплые, розовые тона, которые художник использовал в центральной фигуре, контрастируют с более тёмными оттенками заднего фона. Свет прямо падает на Силена, купая его в тёплом сиянии. Две фигуры скрыты тенями, а из трёх фигур, стоящих на свету, двое смотрят на зрителя. Маленький путти, поддерживающий ногу Силена, и сатир, держащий полную разнообразных фруктов корзину, как бы приглашают зрителя пообщаться с гуляками и принять участие в праздновании.